# Готланд
Го́тланд (швед. Gotlandо файле, гутн. Gutland, др.-рус. Готский берег) — принадлежащий Швеции остров в Балтийском море. Сейчас вместе с близлежащими небольшими островками составляет историческую провинцию Готланд, лен Готланд и коммуну. Население — 56 717 чел. (2012).

## География

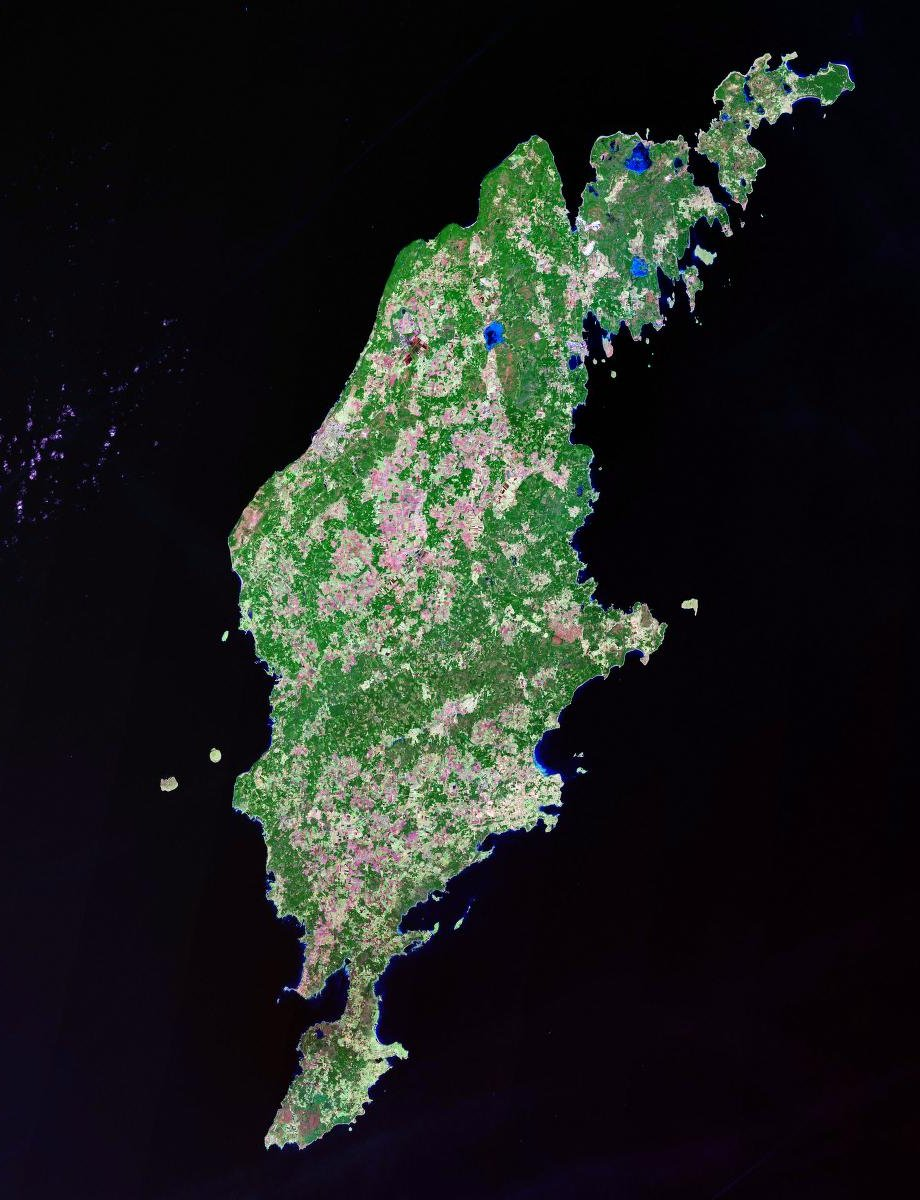
Готланд из космоса

Расположен примерно в 100 км от материковой Швеции. Готланд, площадь которого равняется 2994 км², является самым крупным из островов Швеции. Близ Готланда лежат острова Форё (113,3 км²), Готска-Сандён (36,54 км²), Лилла-Карлсё (1,39 км²), Стура-Карлсё (2,35 км²) и др., которые входят в Готландский лен. Остров представляет собой плато, сложенное силурийскими известняками и песчаниками; преобладающие высоты — 30-50 м, наиболее высокая точка — Лойста-хед (83 м). Главным городом и портом является Висбю. Населённые пункты: Клинтехамн, Бургсвик, Форёсунд, Хемсе, Слите. Крупнейшие озёра: Бестетреск, Тингстедетреск, Фардуметреск.

## История

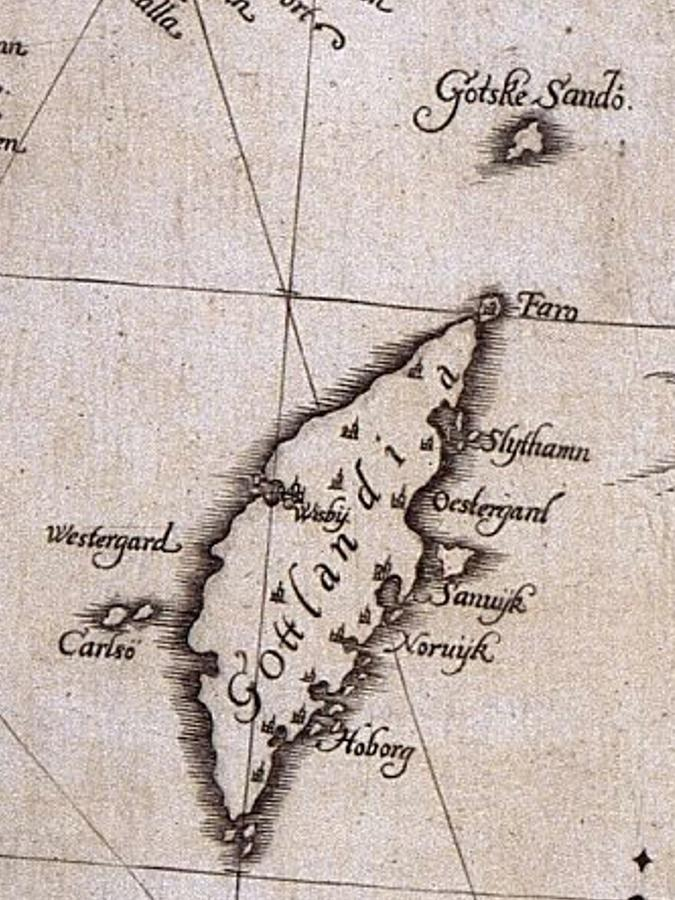
Карта Готланда, 1626 г.

На острове было сделано более 42 тыс. различных находок, относящихся к древней истории острова. Самые ранние из них датируются каменным веком и представляют собой остатки рыбацких поселений. На острове существовали культура ямочно-гребенчатой керамики и более поздняя гибридная культура Киукайс. Мегалитические гробницы на острове Готланд относятся к периоду неолита.
В эпоху викингов жители Готланда вели активную торговлю, о чём свидетельствуют 650 обнаруженных на острове кладов, состоящих из 140 тыс. арабских и западноевропейских монет и украшений. С XI в. готландцы заняли ведущие позиции в посреднической торговле на Балтике между Восточной и Западной Европой. На побережье острова существовала система гаваней, которая в русских летописях называется Готским берегом. На месте одной из таких гаваней впоследствии возник город Висбю. Весьма многочисленны на острове картинные камни. Контроль шведских конунгов над островом, судя по всему, был довольно слабым. Разговаривали готландцы на древнегутнийском языке. У жителей Готланда эпохи викингов было больше «датских», «северо-атлантических» и «финских» генов, чем «шведских». Многие образцы оказываются из специфических для славян Y-хромосомных линий. У образца Kopparsvik 134 (900-1050 гг.) из Коппарсвика определили Y-хромосомную гаплогруппу R1a-YP256 (дочернюю к западнославянской R1a1a1g2*-L260) и митохондриальную гаплогруппу H8c. У образца VK474 определили необычную для севера Y-хромосомную гаплогруппу E1b1-FT162973. Погребальные традиции части Готланда носили нескандинавский характер. Надпись на древней могильной плите на Готланде, переведённая доктором Туре Арне как «валахи» свидетельствует о распространившемся на север римском влиянии. В. Шименас указывает на переселение на правобережье Нижнего Немана и дальше, вплоть до Готланда, многочисленных полиэтничных групп из Дунайского региона.
В Средневековье благодаря выгодному расположению острова готландцы продолжали доминировать в балтийской торговле. Готландские купцы имели свой гостиный двор в Новгороде, а в 1161 году заключили договор с саксонским герцогом Генрихом Львом относительно режима торговли на Готланде и в Голштинии.
В 1229 году между Смоленским, Витебским и Полоцким княжествами с одной стороны и Ригой и Готландом с другой стороны был заключён договор — Смоленская торговая правда.
В 1288 году на острове произошёл конфликт между купцами Висбю, часть из которых была немцами, и жителями других частей Готланда. В разразившейся войне горожане одержали победу и город с тех пор стал вести более независимую внешнюю и торговую политику. Тогда же вокруг Висбю была возведена стена. Однако поскольку мирные условия были продиктованы шведским королём Магнусом Ладулосом, то одновременно Готланд, согласившись на них, признавал королевское влияние на внутренние дела острова.

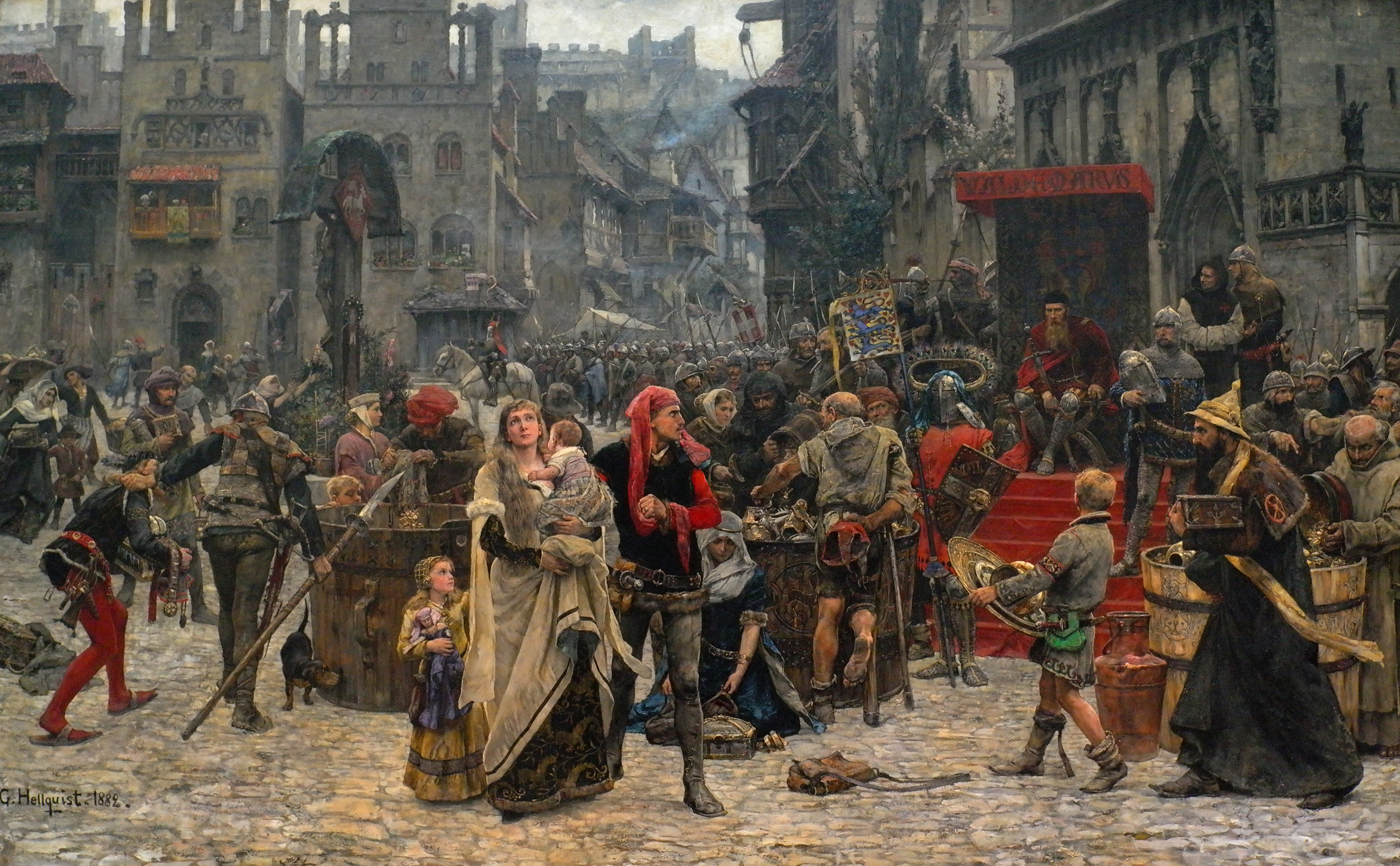
Вальдемар Аттердаг собирает дань c жителей Висбю. К. Г. Хельквист, 1882

В 1361 году на Готланде высадилась армия датского короля Вальдемара Аттердага. Местные крестьяне попытались оказать датчанам сопротивление, однако потерпели крупное поражение у стен Висбю, где было убито около двух тысяч человек. Горожане не оказали крестьянам никакой помощи. В обмен на обещание Вальдемара сохранить старые привилегии Висбю они открыли городские ворота. В ходе сражений с датчанами погибло около половины взрослого мужского населения сельских районов острова. В итоге Готланд окончательно потерял своё значение как самостоятельная сила на Балтийском море, однако Висбю ещё в течение нескольких десятилетий сохранял свою торговлю.
С этого времени Готланд стал довольно часто переходить из рук в руки. В 1394 году остров захватили виталийские братья, превратив его в центр пиратства на Балтике. Спустя четыре года он перешёл под власть Ливонского ордена, который в свою очередь в 1408 году передал остров во владение датской королеве Маргрете. Когда в 1436 году из Швеции был изгнан король Эрик Померанский, он осел на Готланде, отстроив там замок Висборг.
В XV веке Готланд продолжал быть яблоком раздора между датскими королями и шведским регентами. Ленсманы, властвовавшие на острове, время от времени становились практически независимыми. И хотя остров большую часть времени был датским, в церковном отношении он до 1530-х годов входил в состав Линчёпингской епархии. Швеция признала Готланд за Данией лишь в 1570 году, после чего, в 1572 году, он сделался одной из датских епархий.
В XVII—XVIII веках древнегутнийский язык пережил сильное влияние шведского языка, в результате чего население перешло на новогутнийское наречие.
Вплоть до 1645 года Готланд управлялся королём и королевской канцелярией через ленсманов и фогдов. В 1620-х годах на острове была основана Готландская купеческая компания, торговые интересы которой по большей части охватывали города на берегах Зунда. Беззакония, чинившиеся компанией, привели к возникновению на острове мятежных настроений, в связи с чем Кристиан IV упразднил её.
По миру в Брёмсебру, заключённому в 1645 году, Готланд отошёл к Швеции, однако во время войны за Сконе (1675—1679) датчане в течение трёх лет удерживали остров за собой.

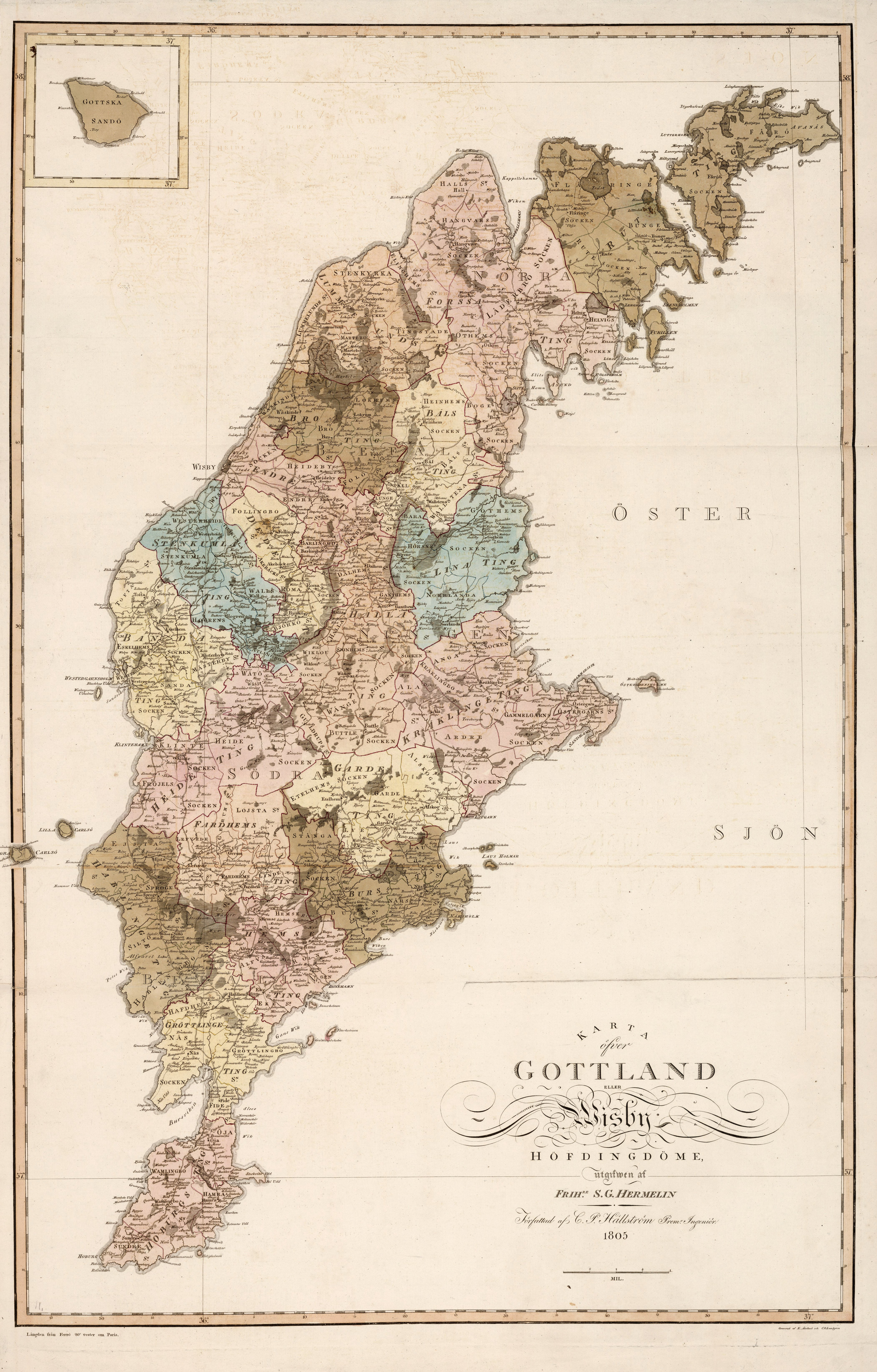
Административная карта Готланда, 1805 г.

С 1679 года Готланд постоянно принадлежит Швеции, за исключением нескольких недель. На остров в 1717 году высаживались русские моряки, он ненадолго был занят русским десантом во время Северной войны, проходившей в период между 1700–1721 годами. В 1808 году русских, высадившихся на остров во время русско-шведской войны 1808—1809 годов, вскоре вытеснили с него.
Большинство современных жителей Готланда говорит на готландском говоре современного шведского языка.
На острове вновь постоянно будет находиться воинский контингент. 150 военнослужащих мотопехотной роты, проводившей здесь учения в сентябре 2016 года, получили приказ остаться там. Находившиеся ранее на Готланде регулярные воинские части покинули остров в 2005 году.

## Готланд в литературе и кино
В 1978 году шведский писатель Ханс Бьёркегрен издал книгу «Аймундский мост» (Bron vid Ajmunds), повествующую о периоде оккупации острова российскими войсками адмирала Бодиско. В русском переводе книга получила название «Русские идут» (Бьёркегрен Х. Русские идут (оккупация Готланда). — СПб., 1999).
События фильма «Жертвоприношение» Андрея Тарковского происходят на острове Готланд.
В 2009 году вышел исторический роман шведской писательницы Элисабет Немерт «Море судьбы» (Ödets hav), действие которого разворачиваются в XIV веке на Готланде и в Новгороде.
На Готланде разворачивается действие серии детективных романов современной шведской писательницы Мари Юнгстедт, главным героем которых является комиссар полиции Андерс Кнутас.
Альбом шведского джазового тромбониста Нильса Ландгрена (Nils Landgren), совместно с польским джазовым трубачом Томашем Станко (Tomasz Stanko), под названием «Gotland» вышел в 1996 году.
Одна из серий историко-археологического документального сериала MEDIEVAL DEAD и уникальной работе археологов Jeremy Freeston (narratore), Tim Sutherland, Helen Goodchild, Sofia Hoas, Karen Watts, Thomas Neijman, Malin Holst посвящена битве при Висбю.

## Достопримечательности
Замок Лойста (швед. Lojsta slott), представляет собой руины некогда укреплённого поместья, состоящего из домов, окружённых стеной и рвом.